# Israelitische Oberkirchenbehörde
Die Israelitische Oberkirchenbehörde wurde 1832 im Königreich Württemberg als gemischte staatliche und kirchliche Institution gegründet und war für alle Verwaltungs- und Religionsangelegenheiten der Juden in Württemberg zuständig. 
Sie war auch für die Verwaltung der gleichzeitig errichteten Israelitischen Zentralkirchenkasse zuständig. 
Der Israelitischen Oberkirchenbehörde waren die Israelitischen Kirchenvorsteher und die Rabbinate nachgeordnet. Mit der Umwandlung der Israelitischen Religionsgemeinschaft Württemberg in eine Körperschaft des öffentlichen Rechts erhielt sie das Recht zur Selbstverwaltung unter staatlicher Aufsicht; 1924 wurde sie aufgelöst.  
Ihre Nachfolge trat der Israelitische Oberrat als innerreligiöse Institution an.

## Archivquellen
- Findbuch E 212 der Akten beim Landesarchiv Baden-Württemberg (nicht ausgewertet)